# Rhinosimus morishimai
Rhinosimus morishimai is een keversoort uit de familie platsnuitkevers (Salpingidae). De wetenschappelijke naam van de soort werd in 1987 gepubliceerd door Sasaji.